# Skins (Britse televisieserie)
Skins is een Britse tienerserie die in Engeland op 25 januari 2007 in première ging. Het eerste seizoen bestond uit negen afleveringen en het tweede seizoen bevat er tien.
In België werd de serie uitgezonden op JIM, in Nederland op TLC.

## Verhaal

### Opzet
De serie gaat over een groep tieners die met elkaar bevriend zijn en wonen in Bristol. Ze bezoeken allen dezelfde middelbare school. Bijna elke aflevering bevat een personage dat in het middelpunt staat. Dit betekent dat de hele aflevering wordt gefilmd vanuit zijn/haar oogpunt en het personage staat ook in het middelpunt van de verhaallijn in die aflevering. Er zijn ook afleveringen waarbij er geen specifieke personage in het middelpunt staat. Vaak zijn dit de laatste afleveringen van een seizoen.
Bedenker Bryan Elsley kondigde aan dat de serie vanaf seizoen drie compleet nieuwe castleden zou hebben, op Kaya Scodelario en Lisa Backwell na, wier personages in de eerste twee seizoenen geen grote rol speelden. Er is bevestigd door hoofdscriptschrijver Jamie Brittain dat hetzelfde zal gebeuren na seizoen vier. De reden hiervoor is dat de serie alleen scholieren wil volgen en de personages aan het einde van seizoen 2 de middelbare school verlieten voor de universiteit.

### Seizoen 1
De serie introduceert de aantrekkelijke en populaire Tony Stonem, moslim Anwar, de openlijk homoseksuele Maxxie, de ambitieuze klarinetspeelster Jal, feestbeest Chris, deurmat en de verlegen Sid, de populaire Michelle en Cassie, een anorexiapatiënte met psychische problemen.
Tony heeft een relatie met Michelle en wil ook dat zijn beste vriend Sid eindelijk ontmaagd wordt. Daarom koppelt hij hem aan Cassie, een meisje dat simpel in bed te praten zou zijn. Sid raakt al snel geboeid door haar psychische problemen en is uiteindelijk gedwongen haar naar het ziekenhuis te brengen als ze een overdosis pillen neemt.
Wanneer Sid in contact komt met een drugsdealer, krijgt hij drugs mee met de belofte dit terug te betalen. Dit kan hij echter niet, waarmee hij zowel zichzelf als zijn vrienden in gevaar brengt. Cassie maakt zich ondertussen zorgen over haar gewicht en doet er alles aan haar eetstoornis te verbergen voor haar ouders. Ze is alleen bevriend met een oudere taxichauffeur.
Als de drugsdealer uiteindelijk Jal in gevaar brengt, neemt haar machtige vader wraak op hem en laat hem aftuigen. Chris heeft ondertussen te maken met familieproblemen. Zijn broer is al eerder overleden, zijn vader speelt geen rol in zijn leven en nu heeft ook zijn moeder hem verlaten. Hij zoekt steun bij zijn lerares Angie, met wie hij uiteindelijk stiekem een seksuele relatie krijgt. Uiteindelijk komt hij in een opvangtehuis terecht.
Tony gaat tijdens zijn relatie met Michelle ook vreemd met Maxxie, die hij oraal bevredigt. Maxxie heeft zo zijn eigen problemen als hij denkt dat zijn beste vriend Anwar iets tegen homo's heeft.
Sid is verliefd op Michelle, maar besluit uit te gaan met Cassie, die verliefd op hem is. Ook riskeert hij te zakken en moet er alles aan doen toch het jaar te halen. Tony raakt verveeld met zijn vriendin Michelle en krijgt een affaire met Abigail. Ze komt hierachter en dumpt hem. Hierna begint ze uit te gaan met Abigails broer Josh. Tony haalt ze uit elkaar door erotische foto's van Abigail op zijn mobiel te zetten en Michelle ervan te overtuigen dat Josh dit zelf heeft gedaan om hiermee de indruk op te wekken dat hij een seksuele relatie met zijn eigen zus zou hebben. Michelle gelooft Tony en maakt het uit met Josh.
Josh komt erachter dat Tony de boosdoener is en neemt wraak door zijn kleine, maar wilde zus Effy dronken te voeren en aan haar lot te overlaten aan een groep opgewonden tienerjongens. Tony probeert haar te bevrijden, maar wordt toegetakeld door Josh en zijn vrienden. In deze periode komt Sid er ondertussen achter dat hij houdt van Cassie.
Niet veel later probeert Anwar zijn ruzie met Maxxie bij te leggen, terwijl Cassie van plan is om naar Schotland te verhuizen. Chris ontdekt dat Angie getrouwd is met een man en als deze man terugkeert in Angies leven, verliest Chris haar.
Het seizoen eindigt met een cliffhanger, als Tony buiten op straat naar Michelle belt in de hoop het met haar bij te leggen, maar wordt aangereden door een bus.

### Seizoen 2
Tony blijkt zijn busongeluk te hebben overleefd, maar heeft er ernstige psychische problemen aan overgehouden. Zo is hij niet in staat emoties in bedwang te houden en moet hij veel dingen opnieuw leren. Hij is vervreemd van Sid, die altijd tegen hem opkeek, maar door zijn toestand bang is om nog met hem om te gaan. Ook Michelle houdt zich op een afstand. Zijn enige vriend lijkt Maxxie te zijn en ook zijn band met zijn zus versterkt.
In de tweede aflevering wordt Sketch geïntroduceerd, een buitenbeentje die een obsessie heeft voor Maxxie. Ze wil dolgraag tegenover hem in de schoolmusical spelen en laat uiteindelijk Michelle een overdosis pillen nemen om haar rol op zich te nemen en dus tegenover Maxxie te schitteren. Het blijkt dat ze de verzorger is van haar moeder, die niet meer kan lopen. Als ze haar dochter ervan wil weerhouden ernstige dingen te doen om Maxxie voor zich te winnen, bindt Sketch haar vast aan haar bed. Maxxie wijst haar uiteindelijk op een geweldige en grappige manier af.
Ondertussen begint ook Sid zich steeds meer depressief te voelen als blijkt dat zijn vriendin Cassie naar Schotland is geëmigreerd en hij door een misverstand denkt dat ze daar vreemdgaat. Zijn depressie wordt nog erger als zijn vader plotseling overlijdt. Ook Michelle voelt zich niet goed. Haar moeder is pasgetrouwd met een rijke man en Michelle lijkt niet goed te kunnen opschieten met zijn dochter Scarlet. Uiteindelijk zoeken Sid en Michelle troost bij elkaar. Op dat moment besluit Cassie terug te gaan naar Engeland en betrapt Sid met Michelle. Ook betrapt Maxxie zijn beste vriend Anwar samen met Sketch, met wie Anwar inmiddels een seksuele relatie heeft.
Ook Chris krijgt weer problemen als hij uit het opvangtehuis wordt gezet. Hij krijgt een sterke band met Jal en ze worden een koppel. Terwijl Chris vreemdgaat met Angie, die opnieuw in zijn leven is gekomen, ontdekt Jal dat ze zwanger van hem is. Ze besluit een abortus te nemen.
Als Sid het uitmaakt met Michelle, is hij vastberaden Cassie opnieuw voor zich te winnen. Cassie is compleet losgeslagen sinds ze Sid met Michelle heeft betrapt en begint met veel mensen naar bed te gaan. Effy probeert hen bij elkaar te brengen op voorwaarde dat Sid haar huiswerk maakt.
Aan het einde van het seizoen krijgt Chris onverwachts een subarachnoïdale bloeding en overlijdt in het bijzijn van Cassie. Zij is getraumatiseerd en vlucht naar New York. De overige vrienden krijgen problemen wanneer zij niet naar zijn begrafenis mogen komen. Sid en Tony besluiten het lijk te stelen om hun eigen begrafenis te regelen, maar Jal dwingt hen het lijk terug te brengen. Ze hebben ondertussen ook hun examenjaar afgerond en iedereen blijkt te zijn geslaagd, op Anwar na. Anwar baalt hier ontzettend van en zoekt troost bij Sketch. Hij verlaat haar uiteindelijk om mee met Maxxie naar Londen te gaan. Sid besluit ook naar New York te gaan om het bij te leggen met Cassie. Het seizoen eindigt met een cliffhanger, als Sid wanhopig Cassie zoekt en voor het restaurant staat waar zij als serveerster werkt.

## Cast

### Seizoen 1&2
| Personage           | Acteur              | Biografie | Afleveringen in middelpunt |
| ------------------- | ------------------- | --- | -------------------------- |
| Tony Stonem         | Nicholas Hoult      | Tony is uitermate manipulatief en behandelt zijn vriendin Michelle slecht. Zo heeft hij een langdurige affaire met Abigail en gaat hij ook vreemd met Maxxie. Zijn beste vriend is Sid, die tegen hem opkijkt. De enige bij wie hij zich echt als zichzelf laat zien is zijn losgeslagen zusje Effy. | 1.01, 2.01, 2.06           |
| Michelle Richardson | April Pearson       | Michelle woont samen met haar alleenstaande moeder, die elke week weer een nieuw vriendje heeft. Ze heeft een knipperlichtrelatie met Tony en is beste vrienden met Jal. | 1.07, 2.04                 |
| Sid Jenkins         | Mike Bailey         | Sid is de beste vriend van Tony, maar heeft stiekem een oogje op zijn vriendin Michelle. Hij laat constant over zich heen lopen door Tony en krijgt uiteindelijk een relatie met Cassie. | 1.05, 2.03                 |
| Cassie Ainsworth    | Hannah Murray       | Cassie heeft veel psychische problemen en lijdt aan anorexia nervosa. Ze is verliefd op Sid en wordt aan het begin van de serie beschreven als iemand die met veel verschillende mensen seks heeft.                                                                                                  | 1.02, 2.09                 |
| Chris Miles         | Joe Dempsie         | Chris is een feestbeest en junk die vanwege veel familieproblemen op zichzelf gaat leven. Ondanks vele moeilijkheden stelt hij zich steeds positief op tegenover het leven. | 1.04, 2.05                 |
| Jal Fazer           | Larissa Wilson      | Jal is de dochter van een bekende rapper, maar is zelf een ambitieuze klarinetspeelster. Ze is de beste vriendin van Michelle. Aan het begin van de serie wordt ze nog als de meest preutse tiener van de serie gezien, maar begint zich steeds losser te voelen naarmate de serie loopt.            | 1.03, 2.08                 |
| Maxxie Oliver       | Mitch Hewer         | Maxxie is openlijk homoseksueel en is goed bevriend met Anwar. Hij krijgt ruzie met hem als hij vermoedt dat Anwar homofobisch is. Ook is hij een ambitieuze danser. | 1.06, 2.01                 |
| Anwar Kharral       | Dev Patel           | Anwar is moslim die zijn religie niet al te serieus opneemt. Hij woont in een ouderwetse familie en hij is goed bevriend met Maxxie. | 1.06                       |
| Sketch              | Aimee-Ffion Edwards | Sketch is een buitenbeentje die haar moeder moet verzorgen. Ze is geobsedeerd door Maxxie, maar als hij haar afwijst krijgt ze een seksuele relatie met Anwar. | 2.02                       |
| Effy Stonem         | Kaya Scodelario     | Effy is de losgeslagen en wilde jonge zus van Tony, die bijna nooit praat. Ze sluipt regelmatig uit huis op late uren om naar heftige en illegale feesten te gaan. | 1.08, 2.07                 |

### Seizoen 3&4
| Personage                 | Acteur           |
| ------------------------- | ---------------- |
| Effy Stonem               | Kaya Scodelario  |
| Pandora Moon              | Lisa Backwell    |
| James Cook                | Jack O'Connell   |
| Freddie Mclair            | Luke Pasqualino  |
| JJ (Jonah Jeremiah) Jones | Ollie Barbieri   |
| Naomi Campbell            | Lily Loveless    |
| Emily Fitch               | Kathryn Prescott |
| Katie Fitch               | Megan Prescott   |
| Thomas Tomone             | Merveille Lukeba |

### Seizoen 5&6
| Personage         | Acteur               |
| ----------------- | -------------------- |
| Franky Fitzgerald | Dakota Blue Richards |
| Rich Hardbeck     | Alexander Arnold     |
| Nick Levan        | Sean Teale           |
| Matty Levan       | Sebastian De Souza   |
| Aloysius Creevey  | Will Merrick         |
| Liv Malone        | Laya Lewis           |
| Mini McGuinness   | Freya Mavor          |
| Grace Violet      | Jessica Sula         |

## Skins US
In Amerika werd een remake van de serie, eveneens Skins genaamd, uitgezonden. Deze zorgde voor heel wat controverse. Verschillende ouderverenigingen vonden de seksueel geladen inhoud van de serie ongepast voor tieners. Er werd een federaal onderzoek aangevraagd voor het mogelijk schenden van het verbod op kinderporno. De serie liep slechts 1 seizoen.

## Productie
De schrijvers van de serie zijn allemaal mensen van begin 20.
De serie wordt geheel in Bristol opgenomen. De John Cabot Academy en Henbury School doen dienst als filmlocatie voor het Roundview College. Andere opnamelocaties zijn College Green, de haven van Sharpness, en de Universiteit van Exeter. De serie is opgenomen in High Definition met Sony HDW-750P camera’s gedurende de eerste twee seizoenen, en vanaf seizoen 3 met Sony HDW-F900R. De eindmontage vindt plaats in BBC Studios and Post Production.
Vanaf seizoen 3 werd bijna de gehele cast uit de eerste twee seizoenen vervangen. Audities voor seizoen 3 in Londen trokken 1500 kandidaten.

## Reacties
De eerste serie werd positief onthaald door kijkers en critici, hoewel er wel kritiek werd geuit op het feit dat de serie de tieners op een stereotiepe en onrealistische manier neerzette. De pilotaflevering van de serie trok 1,5 miljoen kijkers. De meeste vaste kijkers waren jongeren in de leeftijd 16 tot 24 jaar. In het derde seizoen trok de serie gemiddeld 877000 kijkers per aflevering.
In hun boek Doctor Who: The Writer's Tale bespreken Russell T Davies en Benjamin Cook Skins. Hierin uiten ze zich onder andere kritisch over de geloofwaardigheid van het personage Tony, maar laten ze zich verder positief uit over de serie.

## Prijzen
- De serie won in 2008 de Best Drama prize tijdens de Rose d'Or ceremonie.[5] Tevens won de serie de Best Production Design (Drama) op de Royal Television Society Awards 2007.
- In maart 2008 werd de serie genomineerd voor een British Academy Television Awards in de categorie “beste dramaserie”.[6]
- Skins won de Philips Audience Award tijdens de BAFTAs 2009.
- In 2010 werd de serie genomineerd voor een GLAAD Media Award voor "Outstanding Drama Series".